# Hamadryas morsina
Hamadryas morsina är en fjärilsart som beskrevs av Hans Fruhstorfer 1916. Hamadryas morsina ingår i släktet Hamadryas och familjen praktfjärilar. Inga underarter finns listade i Catalogue of Life.